# Elena Murgoci
Elena Murgoci-Florea (născută Florea, n. 20 mai 1960, Vaslui, Vaslui, România – d. 26 august 1999, Târgoviște, Dâmbovița, România) a fost o campioană mondială română la semimaraton.

## Biografie
A participat la diverse competiții internaționale de atletism și maratoane. S-a remarcat cu locul 1 la Maratonul din Phenian din 1986, locul 1 la Maratonul din Amsterdam din 1988, locul 1 la Maratonul din Rotterdam din 1989, iar la Jocurile Olimpice din 1992 ce s-au ținut în Barcelona s-a clasat pe locul 32 la maratonul internațional.
Un an mai târziu a devenit campioană mondială la Semimaratonul din Bruxelles (1993) cu echipa României (Anuța Cătună, Iulia Negură). În 1996 i-a fost interzis pe viață să mai participe în concursuri sportive din cauza utilizării unor substanțe interzise (steroizi). Apoi a fost antrenor de atletism în cadrul DJTS Dâmbovița. A primit titlul de Maestră a Sportului în 1981.
Decesul prematur (39 de ani) a fost cauzat de către fostul său concubin, Ioan Constandache (51 ani). Acesta, din gelozie, a înjunghiat-o de mai multe ori în piept în fața garajului ei, după care a fugit de la locul crimei, fiind dat în urmărire generală.

## Realizări
| An   | Competiție                         | Locație                 | Loc | Eveniment   | Note     |
| ---- | ---------------------------------- | ----------------------- | --- | ----------- | -------- |
| 1986 | Pyongyang Marathon                 | Phenian, Coreea de Nord | 1   | maraton     | 2:37:11  |
| 1987 | Campionatul Mondial de Cros        | Varșovia, Polonia       | 29  | 5,05 km     | 17:37    |
| 1987 | Campionatul Mondial de Cros        | Varșovia, Polonia       | 4   | echipe      | 17:37    |
| 1987 | Karl-Marx-Stadt-Marathon           | Karl-Marx-Stadt, RDG    | 1   | maraton     | 2:37:15  |
| 1987 | Universiada                        | Zagreb, Iugoslavia      | 4   | 10 000 m    | 33:30,27 |
| 1987 | Universiada                        | Zagreb, Iugoslavia      | –   | maraton     | NT       |
| 1988 | Amsterdam Marathon                 | Amsterdam, Olanda       | 1   | maraton     | 2:41:56  |
| 1989 | Rotterdam Marathon                 | Rotterdam, Olanda       | 1   | maraton     | 2:32:03  |
| 1992 | Jocurile Olimpice                  | Barcelona, Spania       | 32  | maraton     | 3:01:46  |
| 1993 | Campionatul Mondial de Semimaraton | Bruxelles, Belgia       | 5   | semimaraton | 1:10:17  |
| 1993 | Campionatul Mondial de Semimaraton | Bruxelles, Belgia       | 1   | echipe      | 1:10:17  |

## Recorduri personale
| Probă       | Performanță | Dată            | Locație   |
| ----------- | ----------- | --------------- | --------- |
| 10 000 m    | 32:08,00    | 3 iulie 1993    | București |
| Semimaraton | 1:10:13     | 21 august 1993  | București |
| Maraton     | 2:32:03     | 16 aprilie 1989 | Rotterdam |

## Legături externe
- Elena Murgoci a fost ucisa, Ziarul de Iași, 25 august 1999
- en Elena Murgoci la World Athletics
- en Elena Murgoci la Olympedia.org